# Ерік Табарлі

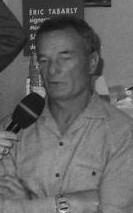
Ерік Табарлі, 1997 рік

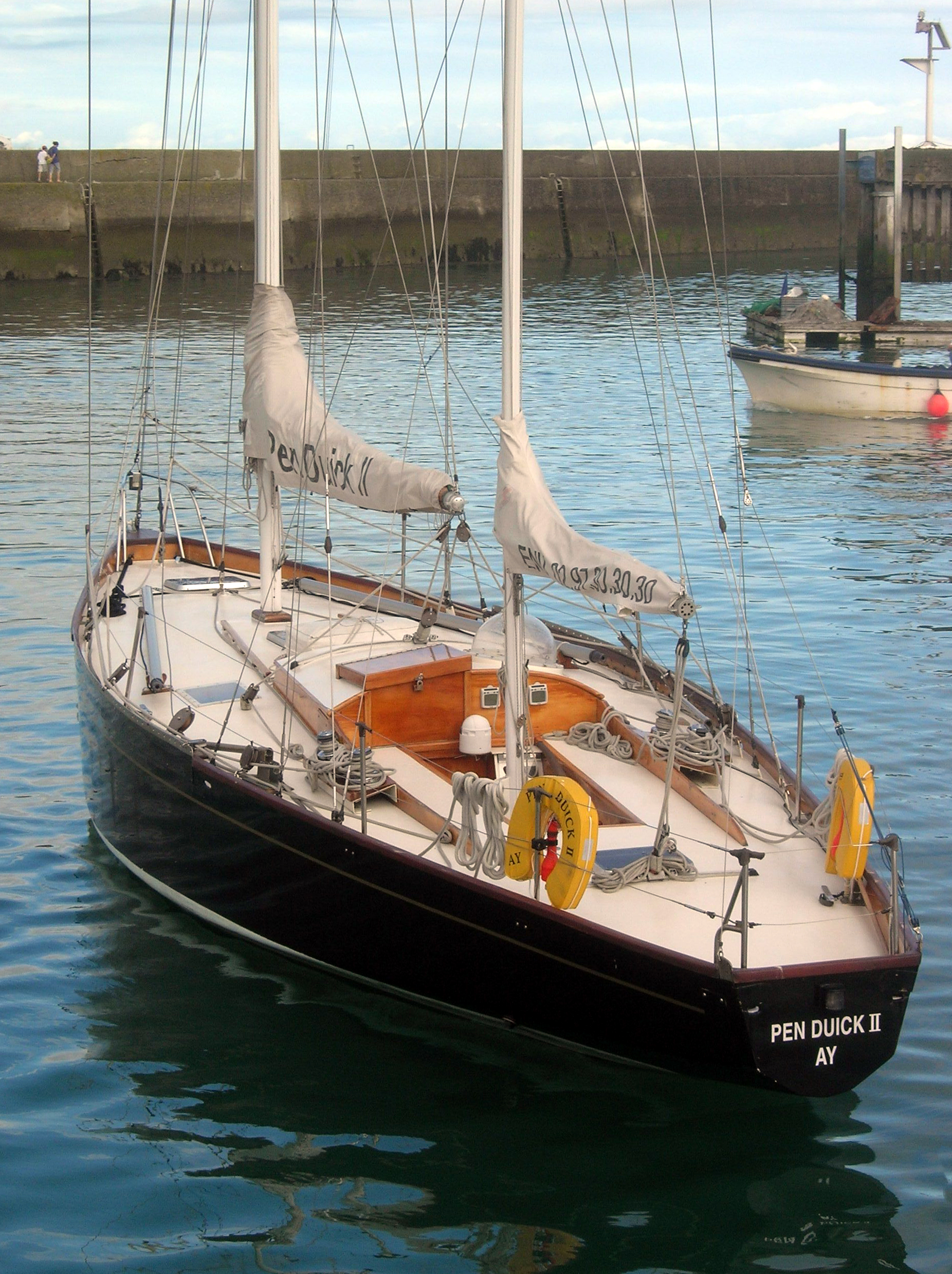
Яхта Еріка Табарлі Pen Duick II

Ерік Табарлі (24 липня 1931, Нант, Франція — 14 червня 1998) — відомий французький яхтсмен, колишній офіцер французького флоту, часто вважається батьком французького вітрильного спорту.
Табарлі виграв кілька відомих гонок на борту своїх яхт на ім'я «Pen Duick». Його успіхи надихнули багатьох французьких яхтсменів, у тому числі Алена Кола, Олів'є де Kersauson, Жерара Petitpas, Еріка Loizeau, Марка Pajot, Даніеля Gilard, Titouan Ламазе, Філіпа Poupon, Мішеля Desjoyeaux, Жана Ле Кама на довготривалі вітрильні гонки одинаків.
Був дворазовим чемпіоном Трансатлантичних перегонів одинаків (OSTAR): в 1964 році — за що був удостоєний ордена Почесного легіону — і 1976 роках. Він також двічі брав участь у навколосвітніх перегонах Whitbread (зараз Volvo Ocean Race), зайнявши друге місце у 1973 році і сьоме у 1993 році.
У 1968 році встановив рекорд на дистанції від Канарських островів до Антильських островів. У 1969 році переміг в транстихоокеанських перегонах Сан-Франциско — Токіо, а в 1976 році — в трансатлантичних перегонах Плімут (Англія) — Ньюпорт.
Загинув в морі поблизу Уельсу під час сильного хвилювання від удару гіка і падіння за борт своєї яхти. Його тіло через п'ять тижнів було знайдене французьким рибальським траулером біля берегів Ірландії.